# Maurice Papon
Pour les articles homonymes, voir Papon.
Maurice Papon, né le 3 septembre 1910 à Gretz-Armainvilliers (Seine-et-Marne) et mort le 17 février 2007 à Pontault-Combault (Seine-et-Marne), est un haut fonctionnaire et homme politique français, principalement connu comme collaborateur pendant l'occupation allemande de 1940 à 1945.
En 1998, il est condamné à dix ans de réclusion criminelle pour complicité de crimes contre l'humanité concernant des actes d'arrestation et de séquestration, lors de l'organisation de la déportation des Juifs de la région bordelaise vers le camp de Drancy, d'où ils sont ensuite acheminés vers le centre d'extermination d'Auschwitz, commis quand il était secrétaire général de la préfecture de Gironde, entre 1942 et 1944, sous l'occupation de la France par les forces armées du Troisième Reich. Cependant, le tribunal estimant qu'il n'existait pas de preuve que Papon avait connaissance de l'extermination des Juifs à l'époque des faits, il est acquitté pour toutes les charges de « complicité d'assassinat » et des « tentatives de complicité d'assassinat ».
Préfet de police de Paris à partir de mars 1958, il porte aussi la responsabilité du massacre du 17 octobre 1961, au cours duquel une centaine d'Algériens (les estimations varient de 48 à près de 200) furent tués par les forces de police lors d'une marche organisée par le Front de libération nationale (FLN). Quelques mois plus tard, le 8 février 1962, il ordonne une nouvelle répression meurtrière lors d'une manifestation anti-OAS organisée par plusieurs syndicats et le Parti communiste français (PCF), causant la mort de neuf personnes à la station de métro Charonne, un événement qui reste dans l'histoire sous le nom d'affaire de la station de métro Charonne.

## Biographie

### Jeunesse et premières affectations
Fils de notable, Maurice Papon passe une partie de sa jeunesse à Gretz-Armainvilliers, dans la maison familiale où il est né. Son père, Arthur Papon, premier clerc à l'étude de Me Aulagnier, fonde la Société française des verreries champenoises, et sa mère se consacre à son éducation. Maurice Papon a neuf ans lorsque son père, de centre-gauche, devient maire de Gretz, poste qu'il conserve jusqu'en 1937 et qu'il cumule avec celui de conseiller général du canton de Tournan-en-Brie et de président de ce même conseil en 1937.
Après des études secondaires à Paris, au lycée Montaigne et au lycée Louis-le-Grand, Maurice Papon fait des études de droit et de lettres, milite à la Ligue d'action universitaire républicaine et socialiste aux côtés de Pierre Mendès France. Il est introduit par son père auprès d'amis politiques députés, très influents dans le Parti républicain, radical et radical-socialiste : il est ainsi membre du cabinet de Jacques-Louis Dumesnil, ministre de l'Air dans les trois gouvernements Laval de 1931 à 1932.
En 1932-1933, il effectue son service militaire : six mois de formation au peloton des élèves officiers de réserve de Saint-Cyr, puis officier au 21e régiment d'infanterie coloniale, à la caserne des Tourelles à Paris, dans la compagnie d'instruction.
Il prépare le concours de l'Inspection générale des finances mais échoue. Marié, père d'une petite fille, il se présente au concours de rédacteur au ministère de l'Intérieur en 1935 pour subvenir aux besoins de sa famille. Admis en bonne place, il choisit Paris et il est affecté à l'Administration départementale et communale, où il fait la connaissance de Maurice Sabatier, alors directeur adjoint. Il est rapidement détaché auprès de François de Tessan, secrétaire d’État dans les deux gouvernements Léon Blum et les deux gouvernements Camille Chautemps. Puis, il réintègre l'Administration départementale et communale.
Il publie des articles dans Le Peuple de la Brie dont le directeur politique est François de Tessan. Ce dernier lui avait confié l'examen des questions marocaines. En 1938 et 1939, il écrit aussi dans Le Jacobin, journal bimensuel des jeunes radicaux dont le rédacteur en chef est Jacques Mitterrand. Il écrit aussi dans le Journal de la démocratie et dans La République de Seine-et-Marne, organe du parti républicain radical (centre-gauche).
Mobilisé en septembre 1939 au 2e régiment d'infanterie coloniale à Brest, il s'occupe d'intendance et s'ennuie. Il se porte alors volontaire pour le Proche-Orient, où opère le 2e RIC. Il est envoyé à Tripoli du Liban, puis, pour les services de renseignement, il commande en mars 1940 le poste de Ras el Aïn, où il étudie l'islam.

### À Vichy
Après l'armistice et l'instauration du régime de Vichy, Maurice Papon est rappelé par Maurice Sabatier. Ce dernier, après avoir été préfet en province, est devenu directeur de l'Administration départementale et communale et ses services se sont repliés à Vichy. Papon est rapatrié en France pour raisons de santé en octobre 1940 et rejoint son corps d'affectation, en tant que sous-préfet de 1re classe. Quand Sabatier est nommé secrétaire général pour l'Administration en février 1941, il le suit et devient son directeur de cabinet.

### À la préfecture de Gironde

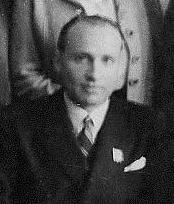
Maurice Papon à la préfecture de Bordeaux, en avril 1945.

Maurice Papon est nommé le 1er juin 1942 secrétaire général de la préfecture de la Gironde. En janvier 1942, à la conférence de Wannsee, les nazis mettent au point les grandes lignes des déportations massives des Juifs d'Europe occidentale vers les camps d'extermination. Le premier convoi de déportés quitte la France en mars 1942 (voir Chronologie de la collaboration de Vichy dans le génocide des Juifs), mais l'intensification des déportations se produit après un voyage de Reinhard Heydrich en France en mai 1942 et aux accords entre Bousquet, secrétaire général de la police du régime de Vichy, et Oberg, chef supérieur des SS et de la police allemande en France, pour la collaboration de la police française à la déportation des Juifs étrangers.
En région parisienne, la rafle du Vélodrome d'Hiver débute le 16 juillet 1942. En dehors de la région parisienne, la principale concentration de Juifs est en Gironde avec plus de 6 000 Juifs recensés. Les préparatifs s'effectuent à partir du 2 juillet 1942, sous la direction du commissaire Techoueyres, du chef de service des questions juives Pierre Garat et du capitaine SS Doberschutz. Les rafles de Bordeaux débutent le 15 juillet 1942 et durent deux jours ; 105 personnes figurent sur la liste, 70 sont raflées et 171 personnes font partie du premier convoi de Bordeaux vers le camp de Drancy.
L'un des enjeux du procès Papon, en 1997, est de déterminer les responsabilités exactes des différents intervenants, en particulier celles de l'accusé. Maurice Sabatier a le titre de préfet régional. Maurice Papon est directement placé sous ses ordres et chapeaute cinq divisions de la préfecture et un Service des questions juives pour lequel il a la délégation de signature. Ce service, dirigé par Pierre Garat, est chargé d'assurer la partie administrative des décisions de la délégation régionale du Commissariat général aux questions juives (CGQJ), dont celles de son SEC, Service d'Enquête et de Contrôle, la gestion du fichier juif. Il ne dépend ni du CGQJ ni du SEC, et il est chargé de les contrôler pour le compte du préfet. On ne trouve trace d'un tel service dans aucun autre département. De juillet 1942 à juin 1944, 12 convois transportent, de Bordeaux à Drancy, près de 1 600 Juifs, qui seront ensuite acheminés vers Auschwitz. Parmi les 1 600 déportés, un certain nombre est arrêté en tentant de franchir la ligne de démarcation, et d'autres, établis en Gironde et dans les départements limitrophes, avaient été répertoriés par le Service des questions juives.
À partir de 1943 et surtout en 1944, Maurice Papon est en contact avec des réseaux de résistance nommés par l'historien Jean-Pierre Azéma « vichysto-résistants » : des « Français qui ont dans un premier temps, cru en la Révolution nationale, ont souvent servi le régime, mais sont ensuite entrés en résistance sans esprit de retour ». Le degré d'implication de Maurice Papon dans la Résistance a été une question accessoirement débattue au procès de 1997.
Il est attesté que Maurice Papon a hébergé à plusieurs reprises Roger-Samuel Bloch, un fonctionnaire juif radié et membre du réseau Marco-Kléber, lié aux services de renseignement de l'Armée de terre,. Il aurait également rendu des services au réseau Jade-Amicol, qui travaillait pour le compte de l'Intelligence service. Au début de juin 1944, c'est Roger-Samuel Bloch qui conseille à Gaston Cusin, qui est nommé Commissaire de la République par de Gaulle, mais encore clandestinement, de faire appel aux services de Papon, qui aide Cusin pendant les trois mois précédant la libération de Bordeaux. Sorti de la clandestinité, Cusin demande à Maurice Papon d'être son directeur de cabinet.

### Après-guerre

#### À Bordeaux
Maurice Papon avait été porté au plus haut grade de sous-préfet : hors classe, le 1er février 1942 et, étant à Bordeaux, avait refusé du gouvernement Laval trois promotions qui lui auraient valu le rang de préfet : adjoint au secrétaire général de la Police en zone sud en mai 1943, préfet du Lot en novembre 1943 et préfet des Landes en janvier 1944. Le 23 août 1944, Gaston Cusin le titularise préfet et le nomme directeur de son cabinet pour déléguer son autorité sur les préfets de la région de Bordeaux. Maurice Papon est directeur de cabinet des trois commissaires régionaux de la République successifs : Gaston Cusin, Jacques Soustelle et Maurice Bourgès-Maunoury.
Ces nominations sont contestées par le Comité de Libération (CDL) de Bordeaux. Maurice Papon ayant été mis en expectative, comme tous les autres fonctionnaires ayant servi sous Vichy. Le Comité d'épuration du corps préfectoral, sous la présidence d'Aimé Jeanjean, confirme ces nominations le 6 décembre 1944, jugeant les contestations du CDL de Bordeaux non légitimes.

#### Au ministère de l'Intérieur
Il quitte Bordeaux pour raisons médicales. Remis sur pied, il est intégré aux services centraux du ministère de l'Intérieur, chargé de la sous-direction de l’Algérie le 26 octobre 1945. Sous l'autorité de Hass-Picard, directeur des Affaires générales du ministère, il doit renseigner le ministre Adrien Tixier sur la répression qui sévit en Algérie à la suite des soulèvements de Sétif, Guelma et Kherrata qui scandalise le ministre. Maurice Papon est nommé chef de cabinet du secrétaire d'État à l'Intérieur Jean Biondi le 26 janvier 1946.
Sous l'autorité d'Adrien Tixier, d'André Le Troquer et de Jean Biondi, Maurice Papon est chargé de la rédaction du projet de loi d'amnistie, qui sera votée le 9 mars 1946.

#### Préfet de Corse, puis de Constantine
Nommé préfet de Corse le 8 janvier 1946, il est confronté à une très forte insécurité à cause du surarmement des Corses. Il s'implique dans le développement économique de la Corse et facilite, sous l'autorité de Jules Moch, devenu ministre, le transit par la Corse du trafic aérien d'armes, qui permet au jeune État d'Israël de survivre.
Nommé par Jules Moch à la préfecture de Constantine le 17 septembre 1949, il contribue à calmer les esprits et à combler le fossé entre les communautés européennes et musulmanes, qui avait été creusé par les massacres.

#### Secrétaire général de la Préfecture de police (1951-1954)
Entre décembre 1951 et 1954, Papon est promu au poste de secrétaire général de la préfecture de police, alors dirigée par Jean Baylot. On assiste durant cette période à un gonflement de la population algérienne en France, qui dépasse 210 000 personnes en 1954. Les nationalistes du MTLD sont très actifs parmi cette population. Le 14 juillet 1951, avant l'arrivée de Papon, 10 000 manifestants algériens marchent à travers Paris en brandissant le portrait de Messali Hadj. Le contrôle et la répression de cette agitation font partie du travail de la préfecture de police. Les incidents violents sont nombreux, comme celui du 14 juillet 1953, lorsque la police tire sur un cortège d'Algériens qui défile aux côtés de la gauche, dans un cortège séparé. Il y a sept morts.

#### Maroc: secrétaire général du protectorat (1954-1955)
Le 2 juillet 1954, Maurice Papon est nommé par Pierre Mendès France secrétaire général du protectorat du Maroc. Sous l'autorité de Francis Lacoste, nommé résident général par le gouvernement précédent, le Maroc vit une période troublée qui le mène à l'indépendance. Papon continue à correspondre avec René Mayer, qui vote plus tard la chute du gouvernement Pierre Mendès France à cause de leur désaccord sur la Communauté européenne de défense. Gilbert Grandval, nommé résident général par le gouvernement Edgar Faure, arrive au Maroc avec une équipe complète formée en France, et Maurice Papon se retrouve sans affectation.
Maurice Papon obtient, grâce à René Mayer, un entretien avec Edgar Faure, qui l'affecte au secrétariat d'État aux Affaires algériennes à compter du 2 février 1956.

#### Inspecteur général de l'administration en mission extraordinaire pendant la guerre d'Algérie à Constantine (1956-1958)
Malgré tous ses efforts pour être muté à la Communauté européenne du charbon et de l'acier, il accepte de retourner en 1956 à Constantine, constatant : « puisque personne ne veut aller en Algérie, j'y retournerai, Inch Allah ! ». Alors que la guerre d'Algérie sévit depuis un an et demi, Maurice Papon « a joué un grand rôle dans l'Est algérien de 1956 à 1958 », selon l'historien Jean-Luc Einaudi.
Il est nommé inspecteur général de l'administration en mission extraordinaire (IGAME), ce qui équivaut à devenir un « super-préfet »pour l'Est de l'Algérie puisque l'ancien département de Constantine vient d'être découpé en 1955 en quatre nouveaux départements : Constantine, Bone, Sétif et Batna.
En mars 1957, il crée la première Section administrative urbaine (SAU), constituée d'agents arabophones ou berbérophones, chargés de nouer des liens avec les habitants des bidonvilles. Les agents de la SAU montent des programmes de relogement, fournissent des papiers d'identité et recueillent des informations visant à identifier les réseaux du FLN. Papon crée le « Centre de renseignements et d'action » (CRA), chargé d'opérations policières, qui intègre dans une structure unifiée différents organismes de l'armée de terre, de la gendarmerie, de la SAU et de la Sûreté nationale (police urbaine, police judiciaire et renseignements généraux). L'objectif est de centraliser les informations, d'étudier les actions à mettre en œuvre et d'envoyer des commandos spéciaux formés de harkis, de CRS ou de gendarmes pour procéder aux arrestations. Le CRA sera généralisé dans toute l'Algérie. Maurice Papon l'adapte aussi à Paris, à partir de 1958, sous la forme du « Service de coordination des affaires algériennes ».
Partisan d'une approche psychologique de l'action contre le FLN, il se plaint du changement continuel du général qui commande la division de Constantine et juge que les camps de regroupement sont trop loin des terres cultivées. Il reçoit la croix de la Valeur militaire des mains du ministre Robert Lacoste ; il crée une assemblée régionale de l'Est algérien ; il fait accepter que le maire de Constantine, où les musulmans sont majoritaires, soit musulman et il crée une cour d'appel à Constantine alors qu'il n'y avait avant qu'une seule cour d'appel, à Alger, pour neuf millions d'habitants. Il prend comme sous-préfet Mahdi Belhaddad, qui lui a parlé de la ferme d'Améziane, où sévit la torture. Pour lutter contre les attaques terroristes, Papon met en œuvre les mêmes techniques que celles utilisées à Alger : déploiement des « détachements opérationnels de protection » (DOP) spécialisés dans les interrogatoires, alors qualifiés de « poussés » où des moyens de torture peuvent être utilisés.

### Préfet de police à Paris (1958-1967)

#### Conditions de la prise de fonctions au gouvernement
En mars 1958, Maurice Papon est nommé préfet de police sur la recommandation de Maurice Bourgès-Maunoury, alors ministre de la Défense nationale, qui avait été Commissaire régional de la République à Bordeaux en 1945. Quand il descend de l'avion qui le ramène de Constantine, il passe pour un homme qui connaît particulièrement bien le problème de l'Algérie et sur lequel on peut compter pour faire face à une crise qui menacerait la République. À la chute du gouvernement Félix Gaillard, il refuse à Pierre Pflimlin le ministère de l'Algérie, refus jugé inquiétant par la classe politique. Ce refus, mais plus encore le soutien de Jules Moch, ministre de l'Intérieur juste avant l'arrivée au pouvoir du général de Gaulle, lui valut son maintien en fonction par la Ve République. En juillet 1961, il reçoit des mains de Charles de Gaulle la croix de commandeur de la Légion d'honneur.
Le remplacement du préfet André Lahillonne par Maurice Papon avait été effectué à la suite de la manifestation du 13 mars 1958 où, pour protester contre l'incapacité de l'administration à verser des primes de risque, quelque 2 000 policiers s'étaient dirigés vers l'Assemblée nationale aux cris de « Dides au pouvoir ! », « Fellagas assassins ! ». La principale mission confiée au nouveau préfet de police est d'imprimer un nouvel élan à la lutte contre le FLN dans la capitale.
En 1962, il est poursuivi pour arrestation et séquestration arbitraires d'une infirmière de l'hôpital Mustapha d'Alger, arrêtée le 12 juin 1961, mais il est blanchi par la Cour de cassation par arrêt du 20 juillet 1962 constatant « que l’arrestation et la séquestration, éléments matériels du crime pour lequel Demoiselle N… s’est constituée partie civile, sont caractérisés en fait, que celle-ci est de bonne foi ; […] ».
Lorsqu'en 1967, Maurice Grimaud remplace Maurice Papon à la préfecture de police, le général de Gaulle lui dit : « Vous avez là un poste très important et exposé. Il y faut beaucoup de sang-froid et d'autorité. Vous succédez à un homme qui l'a occupé de façon considérable ».

#### Organisation du FLN (1958-1962)
En 1959, un recensement de la préfecture de police dénombra 131 819 Algériens dans le département de la Seine. Ils sont 152 000 en 1961 dont 8 000 femmes et 29 000 enfants. En août 1958, la Fédération de France du F.L.N. veut ouvrir un « second front » en France en vue de paralyser les forces militaires françaises en attaquant la police et des cibles stratégiques, mais depuis le début de la guerre, l'objectif constant de la Fédération de France du FLN n'est pas seulement la constitution d'un réseau clandestin de militants dévoués et efficaces mais aussi d'exercer un contrôle absolu sur la population. Ce contrôle lui permet d'apparaître comme le seul interlocuteur valable pour représenter le peuple algérien et il lui faut pour cela éliminer son rival, le Mouvement National Algérien, organisation politico-militaire dirigée par Messali Hadj qui a remplacé le MTLD en 1954. Il permet également de collecter un maximum de fonds au moyen d'un impôt auquel sont assujettis tous les travailleurs algériens et qui peut représenter environ 8 % de leurs salaires.
Le MNA est pratiquement éliminé à Paris en 1960 à l'issue d'une guerre intestine sanglante, au prix de centaines de morts et blessés. À Paris, le poids politique du FLN est exceptionnel grâce aux contacts avec les syndicats ouvriers et les partis politiques de gauche, les immigrés travaillant dans les secteurs industriels avancés, grâce aussi au groupe d'étudiants et d'intellectuels qui peuvent nouer des contacts utiles avec les intellectuels, hommes politiques et les journalistes de gauche. Les deux wilayas de la région parisienne sont structurées en cellules locales, groupes, sections, secteurs, régions, zones et super zones. Une Organisation politico-administrative (OPA) est chargée d'exercer un contrôle sur la vie quotidienne et peut infliger des amendes pour les fautes légères, et en cas de fautes plus graves, les coupables sont exécutés par les groupes armés (GA) et par une Organisation spéciale (OS). À partir de 1958, des comités de justice locaux imposent la loi islamique et réglementent le mariage, le divorce et les conflits commerciaux.

#### Organisation mise en place par Papon pour lutter contre le FLN
Le niveau d'autarcie politique, sociale et culturelle que le FLN avait pu établir permettait d'éviter que les émigrés n'aient de contact avec la société française et les structures de la République française. Pour faire face à cette situation, Papon doit mettre en place une organisation lui permettant de pénétrer un milieu a priori hostile, de débusquer toutes les actions du FLN et de lui ravir le contrôle de la population. Le préfet de police de Paris dépend directement des ministres de l'Intérieur qui se succèdent entre 1958 et 1962 : Jules Moch, Émile Pelletier, Jean Berthoin, Pierre Chatenet puis, à partir de mai 1961, Roger Frey. Michel Debré est Premier ministre de janvier 1959 à avril 1962. De Gaulle est le dernier président du Conseil de la IVe République à partir du 1er juin 1958 puis devient président de la République en janvier 1959.
Le 9 juillet 1958, De Gaulle crée un groupe de travail composé de représentants de différents ministères pour émettre des recommandations sur les formes les plus efficaces d'action psychologique et de propagande en vue de dégager la masse des musulmans de leur soumission au FLN. Le groupe de travail espère alors, qu'à l'exemple des groupes d'auto-défense mis en place en Algérie, des petits groupes anti FLN et fidèles à la France pourront tenir tête aux partisans de l'indépendance. Le groupe de travail souligne aussi que la législation et le droit pénal ne sont pas adaptés à la guerre révolutionnaire et sont un réel obstacle à l'action. Le 1er août 1958, Maurice Papon remet au groupe de travail un document : « Notes sur la répression du terrorisme nord-africain ». Ce document est également envoyé à la réunion du 23 août du Comité de coordination et d'action psychologique (CCAP) qui chapeaute le groupe de travail et qui regroupe les ministres de l'Intérieur, de la Justice et des Armées. Le document présente par le préfet Papon recommande au gouvernement de prendre d'urgence trois mesures :
- bannir de métropole tous les suspects terroristes, laissant les autorités militaires leur réserver un « régime répressif approprié » ;
- donner davantage de pouvoir aux tribunaux militaires ;
- autoriser l'assignation à résidence d'individus suspects d'activités pro FLN contre lesquels les preuves ne sont pas suffisantes pour lancer une procédure judiciaire.

Par l'ordonnance du 7 octobre 1958, le gouvernement suit, en gros, les recommandations de Maurice Papon, autorisant notamment la détention d'Algériens arrêtés pendant deux semaines, ce qui donne le temps à la police et à l'armée de les interroger.
Parallèlement à la mise en place d'une réglementation répressive, Maurice Papon participe à la mise en place de structures sociales, conformément au schéma de guerre contre-révolutionnaire qu'il avait déjà contribué à mettre en place lorsqu'il était en poste à Constantine. Il s'agit de prendre en charge le nouvel immigré dès son arrivée dans les gares parisiennes ou à l'aéroport d'Orly, de l'aider dans ses démarches administratives, tout en accumulant les informations dans un fichier de renseignements. Le Service de coordination des affaires algériennes (SCAA) est au centre de cet appareil répressif et social. Basé à la préfecture de police, il centralise toutes les informations sur le FLN à Paris. Le SCAA peut recourir, au besoin, aux divers services de police en tenue et à la police judiciaire, aux unités anti-émeutes que sont les CRS et les escadrons de gendarmes mobiles et aux unités spécialisées : les Brigades des agressions et violences (BAV qui avaient été créées par le préfet Baylot).
Le SCAA est également en relation avec le Service d'assistance technique aux Français musulmans d'Algérie (SAT-FMA) conçu par des officiers supérieurs issus des SAS et venus d'Algérie en août 1958. L'objectif du SAT-FMA est de « gagner la bataille des âmes ». Selon les termes de Roger Cunibile, l'un des créateurs du service, l'aide sociale constitue « un moyen d'action, non un but ». Le SAT-FMA est organisé en six secteurs qui correspondent aux six districts de la Préfecture de Police. Chaque secteur dispose d'un bureau de renseignement spécialisé (BRS). Conseils en matière d'emploi, d'allocations familiales, de logement, délivrance de cartes d'identité et amélioration des conditions de vie se mêlent à des opérations de propagande et de collecte de renseignements.
Lorsque les bastions frontistes sont identifiés, des opérations de commandos dispersent les habitants des quartiers suspects vers des lieux éloignés. C'est l'opération Osmose menée à partir du 8 juillet 1959. Les récalcitrants peuvent être internés pendant un temps plus ou moins long au Centre d'identification de Vincennes (CIV). Au début de 1959, les agents du SAT-FMA préconisent au Préfet Papon de préférer le refoulement en Algérie plutôt que l'internement dans des camps français qui sont de véritables écoles de cadres du FLN. Maurice Papon transmet cette suggestion au gouvernement appuyant la demande par l'argument que « la hantise du renvoi en Algérie conduirait les immigrés à se rallier à la France ». Le délégué général en Algérie refuse que cette mesure soit appliquée pour les militants « dangereux ».
À partir de la fin de 1960, le dispositif de lutte contre le FLN est complété par la création de la Force de police auxiliaire (FPA) composée de musulmans algériens volontaires et qui sera commandée par le capitaine Raymond Montaner. L'objectif des FPA est de disloquer l'organisation du FLN en arrêtant les responsables et en empêchant le prélèvement des cotisations. Ils parviennent à rallier les Algériens menacés de mort par le FLN et à recruter des indicateurs parmi les commerçants. La méthode utilisée par les hommes du capitaine Montaner est invariable : occupation d'hôtels habités par les travailleurs algériens, infiltration et recueil de renseignements, violences policières, tortures.
La première compagnie de FPA implantée dans un quartier du XIIIe arrondissement parvient à disloquer l'organisation frontiste dans cet arrondissement. Ce succès amène le préfet de police à implanter une deuxième compagnie dans le quartier de la Goutte d'Or. Dès lors, les patrouilles en file indienne de ces hommes en calots bleus, mitraillette à la ceinture, font partie du paysage des XIIIe et XVIIIe arrondissements. Dans la lutte que mène la Préfecture de police de Paris contre le FLN, les FPA sont en première ligne.
L'efficacité de la FPA, conclut Jean-Paul Brunet, a eu pour contrepartie l'emploi de moyens illégaux et moralement condamnables comme les arrestations et détentions arbitraires et la pratique systématique de la torture. Ces méthodes sont dénoncées dans la presse de gauche et ce sont peut-être ces protestations, mais aussi l'ouverture des premiers pourparlers d'Évian entre le gouvernement français et le GPRA à la fin du mois de juin 1961, qui aboutissent au regroupement des compagnies de FPA au fort de Noisy à Romainville.
Toutefois, la Préfecture de police met en avant que pour contrer la FPA, le FLN a aussi recours, « à une campagne diffamatoire » dont le but serait d'émouvoir l'opinion publique et d'obtenir la dissolution de l'unité. Des informateurs du 6e secteur du SAT-FMA (Service d'assistance technique) signalent l'ébauche d'une telle campagne. Ainsi, « Des responsables frontistes et des militants bien choisis du foyer de Vitry — 45, rue Rondenay — ont reçu les consignes de déclarer dans les cafés et lieux publics qu'ils ont subi des exactions, ont été spoliés d'un portefeuille, d'une montre […] et ont été l'objet de violences de la part de la « police algérienne ». À ce sujet, le colonel Pierre Le Goyet rapporte une note diffusée en septembre 1959 par la Fédération de France du FLN :

« Pour ceux de nos frères qui seront arrêtés, il convient de préciser l’attitude qu’ils devront adopter. Quelle que soit la façon dont le patriote algérien sera traité par la police, il devra en toute circonstance, quand il sera présenté devant le juge d’instruction dire qu’il a été battu et torturé […] Il ne devra jamais hésiter à accuser la police de tortures et de coups. Ceci a une très grande influence sur le juge et les tribunaux. »

#### Répression policière en 1961 et 1962
En 1961, alors que s'engage une phase de négociations entre le Gouvernement français et le Gouvernement provisoire algérien (GPRA), on assiste à une recrudescence des attentats du FLN contre des policiers français. Ces attentats cessent à la fin du mois de juillet, au moment des pourparlers de Lugrin, mais reprennent avec plus de vigueur à partir du 29 août, sans que l'on sache si l'initiative en revient à la fédération de France du FLN ou à un échelon inférieur. Les attentats dont ils sont victimes engendrent chez les policiers une véritable psychose. Il apparaît que le corps des gardiens de la paix, excédé par les attentats, est prêt à faire justice lui-même. De fait, au début du mois d'octobre, un certain nombre d'assassinats d'Algériens est à imputer à des policiers ou à des groupes para-policiers,.
Le 5 octobre, Maurice Papon instaure un couvre-feu pour les Nord-Africains. « Il est conseillé de la façon la plus pressante aux travailleurs algériens de s'abstenir de circuler la nuit dans les rues de Paris et de la banlieue parisienne, et plus particulièrement entre 20 h 30 et 5 h 30 du matin. » Officiellement, il s'agissait « de mettre un terme sans délai aux agissements criminels des terroristes algériens ». En fait, il s'agit pour Maurice Papon de riposter au FLN pour prendre un avantage définitif dans la « bataille de Paris » qui oppose depuis 1958 le FLN — qui entend contrôler toute la population algérienne vivant dans la région parisienne — à la police parisienne qu'il dirige. Le couvre-feu est effectivement une gêne considérable pour les activités du FLN dont les activités étaient vespérales et nocturnes. Pour riposter au couvre-feu, le FLN décide d'organiser une manifestation de masse, pacifique, mais qui revêt un caractère obligatoire pour les populations, le 17 octobre,,.

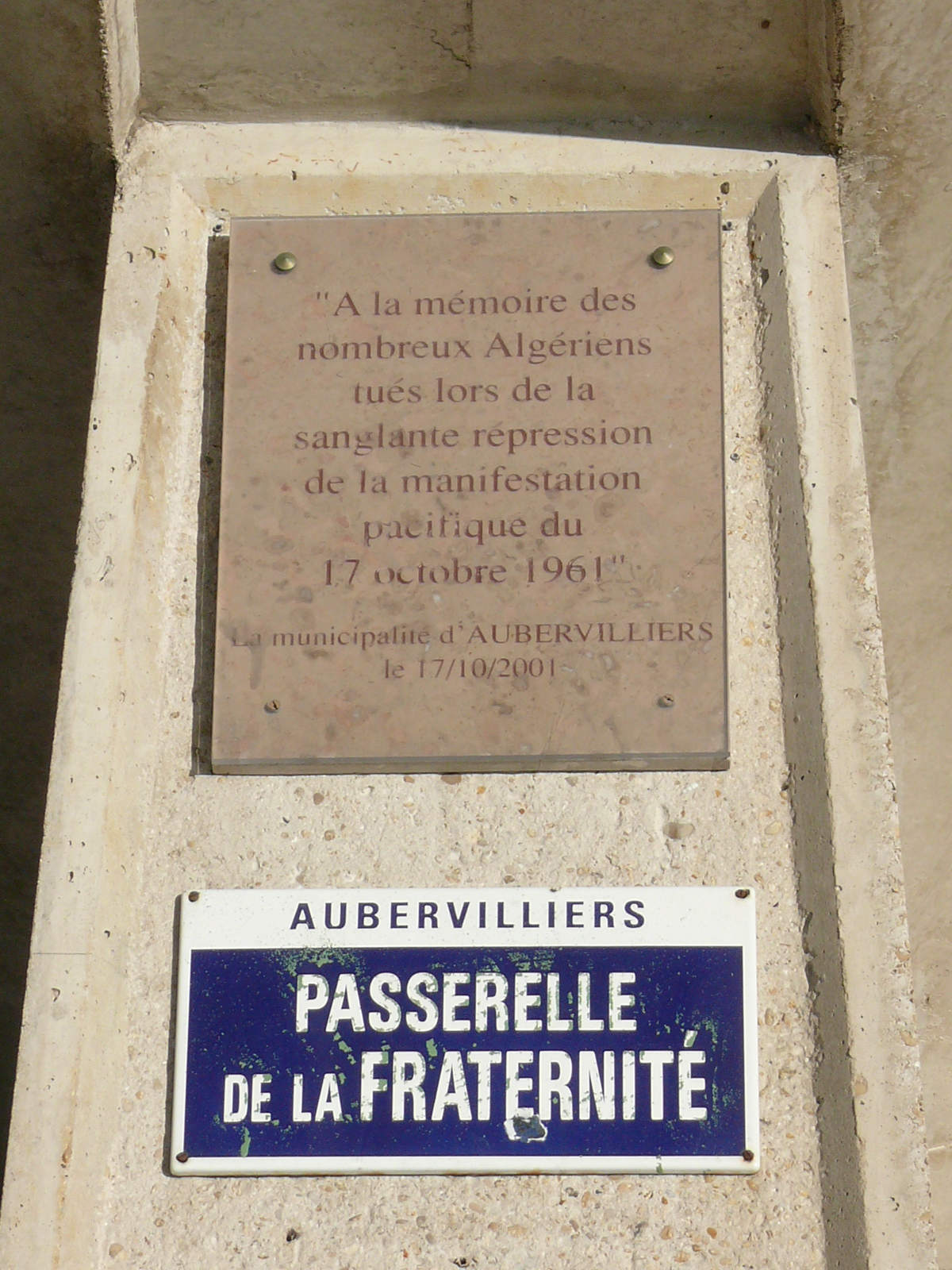
Plaque commémorative à Aubervilliers, sur une passerelle du canal Saint-Denis.

Le 17 octobre au soir, entre 20 000 et 30 000 Algériens, hommes, femmes et enfants, vêtus de l'habit du dimanche pour témoigner de leur volonté de dignité, se dirigent vers les points de regroupements prévus par la fédération de France du FLN. Les forces de police placées sous l'autorité de Maurice Papon répriment très brutalement la manifestation pacifique interdite. Selon les historiens britanniques Jim House et Neil MacMaster, plus de 120 Algériens sont assassinés. Des milliers de manifestants restent internés plusieurs jours dans des centres de détention où de graves sévices leur sont infligés,,.
Le 3 octobre, lors des obsèques d'un policier victime d'un attentat, Maurice Papon avait déclaré : « Pour un coup donné, nous en porterons dix. ». Dans la même journée, il était passé dans plusieurs commissariats, autorisant verbalement ses hommes à tirer dès qu'ils se sentent menacés. Il avait donné sa parole qu'ils seraient couverts. Par ailleurs, il n'avait cessé de donner des consignes tendant au respect de la légalité. « Gradés et gardiens », écrit-il, « se doivent de toujours garder leur sang-froid et d'éviter les brimades qui engendrent le ressentiment et la haine et qui font finalement de jeu de l'adversaire ». Dans un rapport au ministre de l'Intérieur daté du 9 octobre, il avait attiré l'attention sur le « malaise profond décelé au sein des services […] qu'il n'est pas possible de laisser s'aggraver […] sans courir les plus grands risques ». Constatant que Maurice Papon n'avait nul besoin d'exciter la police qui apparaissait comme une marmite sous pression, prête à exploser, l'historien Jean-Paul Brunet s'interroge « Qu'aurait fait un Maurice Grimaud, à sa place ? » estimant que ce dernier n'aurait pas absous par avance les exactions de la police comme Papon l'a fait le 6 octobre. On crédite en fait Maurice Grimaud, successeur de Maurice Papon, d'une répression modérée des manifestations de Mai 68. Répondant à Brunet, Maurice Grimaud insiste sur le caractère autoritaire dont Maurice Papon a fait preuve dans tous ses postes et souligne qu'il s'identifie pleinement à l'équipe gouvernementale du moment, c'est-à-dire De Gaulle, Debré, Frey. Il ajoute ensuite : « Aurais-je mieux maîtrisé les évènements ? Comme vous, j'en doute. Non seulement, les appels à la modération ne sont plus perceptibles au-delà d'un certain degré de passion, mais aussi parce que les policiers engagés se sentaient en phase avec une bonne partie de la classe politique et de la société civile. Et pas seulement avec l'OAS ».
À partir de la fin de 1961, Paris est confronté à une vague d'attentats organisés par l'OAS. Le 7 février 1962, dix charges plastiques explosent au domicile de diverses personnalités : un de ces attentats qui vise André Malraux défigure une fillette de 4 ans, Delphine Renard. Les organisations syndicales CGT, CFTC, FEN et UNEF appellent à une manifestation le lendemain même. Le PCF, le PSU et le Mouvement de la paix se sont associés à l'appel. Mais les manifestations sont interdites depuis le putsch des généraux en avril 1961.
Maurice Papon rencontre le 8 février au matin une délégation syndicale. Il reste debout et, glacial, signifie que le décret du 23 avril 1961 reste valable et interdit les manifestations sur la voie publique. Les délégués informent qu'ils maintiendront la manifestation pacifique. Il n'était pourtant pas exclu que la manifestation puisse être autorisée, puisqu'il s'agissait d'un « rassemblement statique » et que d'autres rassemblements statiques avaient déjà été tolérés. Dans ses mémoires, Maurice Papon a écrit qu'il avait suggéré au ministre de l'Intérieur Roger Frey de tolérer la manifestation du 8 février, que ce dernier en aurait référé au Président de la République Charles de Gaulle qui aurait répliqué « Qu'est-ce qui prend à Papon ? » Jean-Paul Brunet estime plausible cette version des faits, mettant en avant que Frey et Debré, aussi fervents gaullistes que Maurice Papon, n'avaient rien démenti au moment de la parution du livre.
La manifestation du 8 février 1962 contre l'OAS est violemment réprimée. Huit manifestants sont tués à la suite des coups reçus ou périssent étouffés en fuyant l'extrême brutalité de la police, dans la bouche de métro Charonne. Un neuvième meurt peu après des suites de ses blessures. Les historiens Jean-Paul Brunet et Alain Dewerpe estiment qu'une responsabilité collective, des forces de police au chef de l’État, le général de Gaulle, en passant par le préfet Papon, est établie. Pour Dewerpe, il qualifie l'événement de « massacre d'État » : « L'équation finale se résumerait à ceci : le massacre contre le putsch. »,.
Le 12 février 1962, le Premier ministre Michel Debré se rend dans les locaux de la police parisienne, pour « apporter le témoignage de sa confiance et de son admiration » ; puis, le 13 avril de la même année, il écrit une lettre à Maurice Papon, rendant « un particulier hommage à [ses] qualités de chef et d’organisateur, ainsi qu’à la façon dont [il a] su exécuter une mission souvent délicate et difficile ».

### Président de Sud-Aviation (1967-1968)

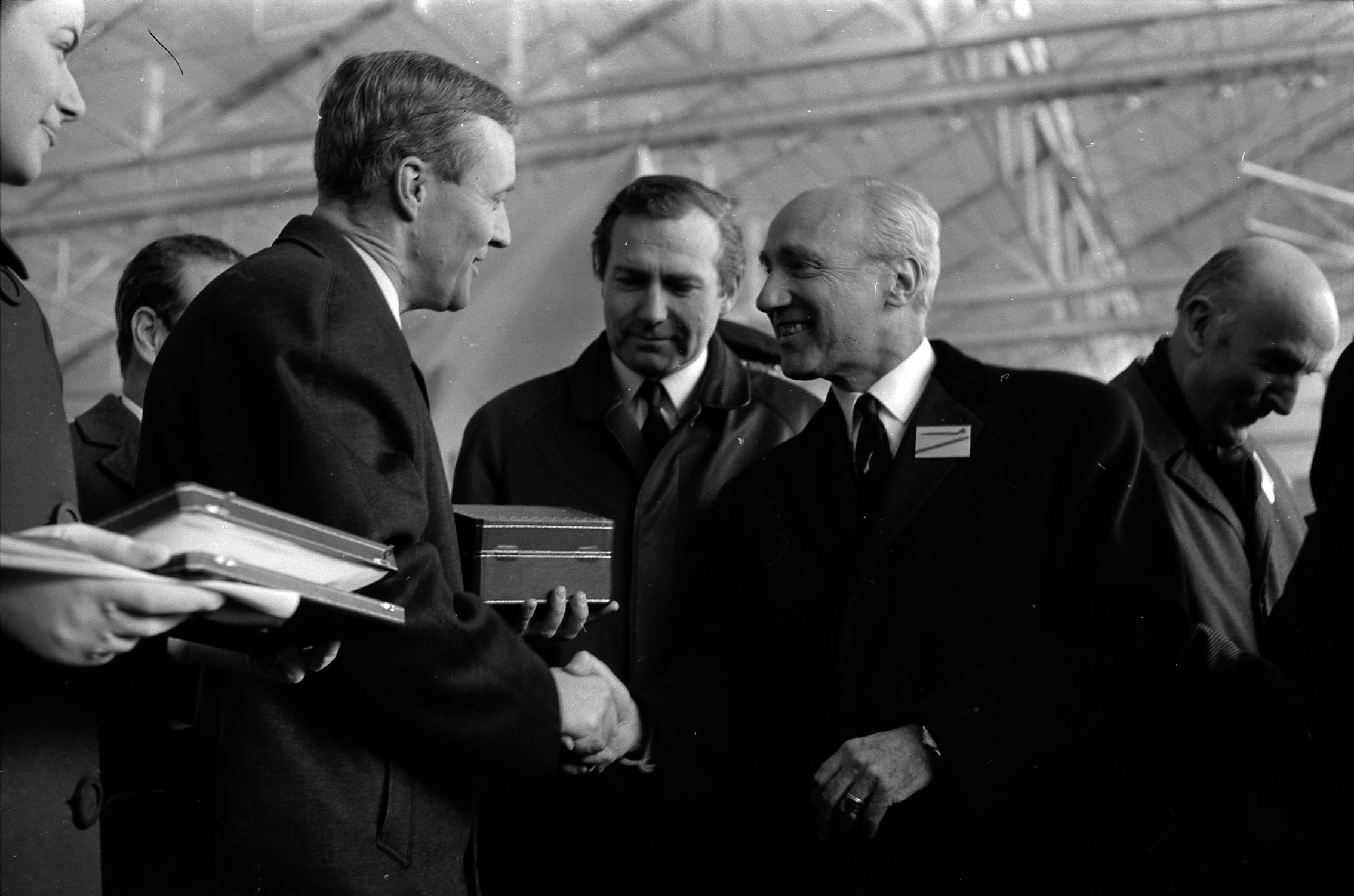
Maurice Papon serrant la main de Tony Benn lors de la présentation du Concorde.

En janvier 1967, Maurice Papon quitte la préfecture de police de Paris. Il est nommé président de la société Sud-Aviation, ancêtre de l'Aérospatiale. Il participe en décembre 1967 à la présentation officielle du Concorde, aux côtés des ministres Jean Chamant et Tony Benn mais il est rapidement remplacé par Henri Ziegler le 3 août 1968.

### Maire, député, puis ministre
De 1955 à 1958, Maurice Papon est maire de Gretz-Armainvilliers, sa ville natale, dont son père — Arthur Papon — fut également le premier magistrat.
En juin 1968, il est élu député UDR du Cher. Pendant l'automne de cette même année, il devient trésorier de l'UDR, appuyé par le chef de l'État, le général de Gaulle. Jacques Foccart rapporte ce dialogue du 11 octobre 1968 dans son Journal de l'Élysée :

« Jacques Foccart : [Le trésorier de l'UDR Robert] Poujade a l’intention de proposer Papon pour le remplacer, mais il veut connaître votre avis avant.

Charles de Gaulle : Oui, Papon, c'est tout à fait convenable, c'est sérieux. En effet, c'est une bonne idée. »

Il occupe ce poste pendant près de trois ans.
Il est élu maire de Saint-Amand-Montrond (Cher) en mars 1971 et le reste jusqu'en 1983. Il pose, en outre, la première pierre du lycée Jean-Moulin. La plaque inaugurale située à la conciergerie a été retirée après sa condamnation.
En 1972, il devient président de la commission des finances de l'Assemblée nationale, puis rapporteur général de la même commission de 1973 à 1978. Il est réélu député en 1973 et en 1978. Cette année-là, il obtient 51,47 % des suffrages exprimés au second tour, face au communiste Laurent Bilbeau.
De 1978 à 1981, il est ministre du Budget dans le troisième gouvernement de Raymond Barre.
Le 4 avril 1979, Papon est le tout premier ministre d’un pays européen à se rendre officiellement en Argentine depuis le coup d’État du 24 mars 1976 et recevra des mains de Jorge Rafael Videla la médaille de l'Ordre de Mai. Il en sera déchu en 2023,.
En 1980, Le Canard enchaîné publie un article sur les importantes remises fiscales accordées à deux gendres de Maurice Papon, alors ministre du Budget, et demande des explications. Maurice Papon rétorque :

« Vos questions n’appellent aucune sorte de réponse. »

En 1981 Papon délivre un avis positif sur la politique économique du régime Pinochet.

### Affaire Papon (1981-2004)

#### Plainte pour crime contre l'humanité en 1981 et jury d'honneur
Le 6 mai 1981, entre les deux tours de l'élection présidentielle qui devait conduire à la victoire de François Mitterrand, Le Canard enchaîné publie un article intitulé « Papon aide de camps » de Nicolas Brimo révélant le rôle de Maurice Papon dans la déportation des Juifs bordelais. On y trouve deux documents, datés l'un de février 1943 et l'autre de mars 1944, signés de la main de Maurice Papon, alors secrétaire général de la préfecture de Gironde. Ces pièces montrent la participation du secrétaire général de la préfecture à la déportation des Juifs vers l'Allemagne. Ces documents avaient été découverts par un agent des Archives départementales de la Gironde, Jean Cavignac, à la fin de l'année 1970. Jean Cavignac informa le politologue Michel Bergès, jeune universitaire qui effectuait des recherches sur la collaboration économique,. Bergès avait aussi découvert un procès-verbal de la police relatant l'arrestation de l'un de ses amis, Michel Slitinsky, dont le père avait été déporté à Auschwitz. Bergès donna des copies à Michel Slitinsky, qui les avait lui-même communiquées au Canard enchaîné. Une autre note datée de novembre 1942, signée par Maurice Papon et produite pendant le procès, prouve que celui-ci avait demandé au commandant de la Direction de la police de sécurité allemande à Bordeaux la libération d'Alice Slitinsky, arrêtée le 19 octobre 1942 alors qu'elle et son frère, nés en France, n'auraient pas dû l'être au regard des exigences de l'occupant, et elle fut relâchée le 5 décembre 1942, sur ordre du commandant allemand Doberschutz.
En juin 1981, Papon demande la constitution d'un « jury d'honneur ». Le 15 décembre 1981, un jury d'honneur composé de cinq anciens résistants Marie-Madeleine Fourcade, Jean Pierre-Bloch, Daniel Mayer, le père Riquet et Charles Verny « donne acte à M. Papon de ce qu'il fut bien affilié aux Forces françaises combattantes à compter du 1er janvier 1943 et attributaire de la carte du combattant volontaire de la Résistance ». Il ajoute cependant qu'en restant en fonctions à la préfecture de Gironde, Maurice Papon fut mêlé de ce fait « à des actes contraires à l'honneur », et il estime que ce dernier aurait dû démissionner en 1942.
Le 8 décembre 1981, Maurice-David Matisson, Jean-Marie Matisson, Jacqueline Matisson et Esther Fogiel portent plainte pour crimes contre l'humanité,.
Le 18 janvier 1983, Dominique Laury, grand reporter d'Antenne 2, diffuse un reportage présenté au JT de midi par Patrick Poivre d'Arvor, où Michel Slitinsky présente et commente de nouveaux documents à charge contre Maurice Papon.
Il est inculpé une première fois le 19 janvier 1983 pour crimes contre l'humanité, puis une deuxième fois le 8 mars 1984.
En avril 1983, Michel Slitinsky publie le premier livre sur le sujet, L'affaire Papon, préfacé par Gilles Perrault.
Maurice Papon tente de faire saisir et interdire ce livre et engage une première procédure contre l'auteur, le préfacier et l'éditeur. Mais il est débouté et seule la préface sera interdite pour les éditions suivantes[réf. nécessaire].
Michel Slitinsky et son fils déposent plainte à leur tour contre Maurice Papon[réf. nécessaire].

#### Arrière-plan politique
Michel Slitinsky, en revenant sur le déclenchement de l'affaire en 1998, souligne l'arrière-plan politique entre les deux tours de l'élection présidentielle quand ce scoop est lancé et accuse Nicolas Brimo d'avoir monté ce coup électoral de mèche avec François Mitterrand. Le titre de l'article était : « Quand un ministre de Giscard faisait déporter les Juifs ». Selon Éric Conan, la manœuvre politique aurait visé à faire basculer 200 000 voix juives dans le camp socialiste.

#### Procès de 1997 et suites

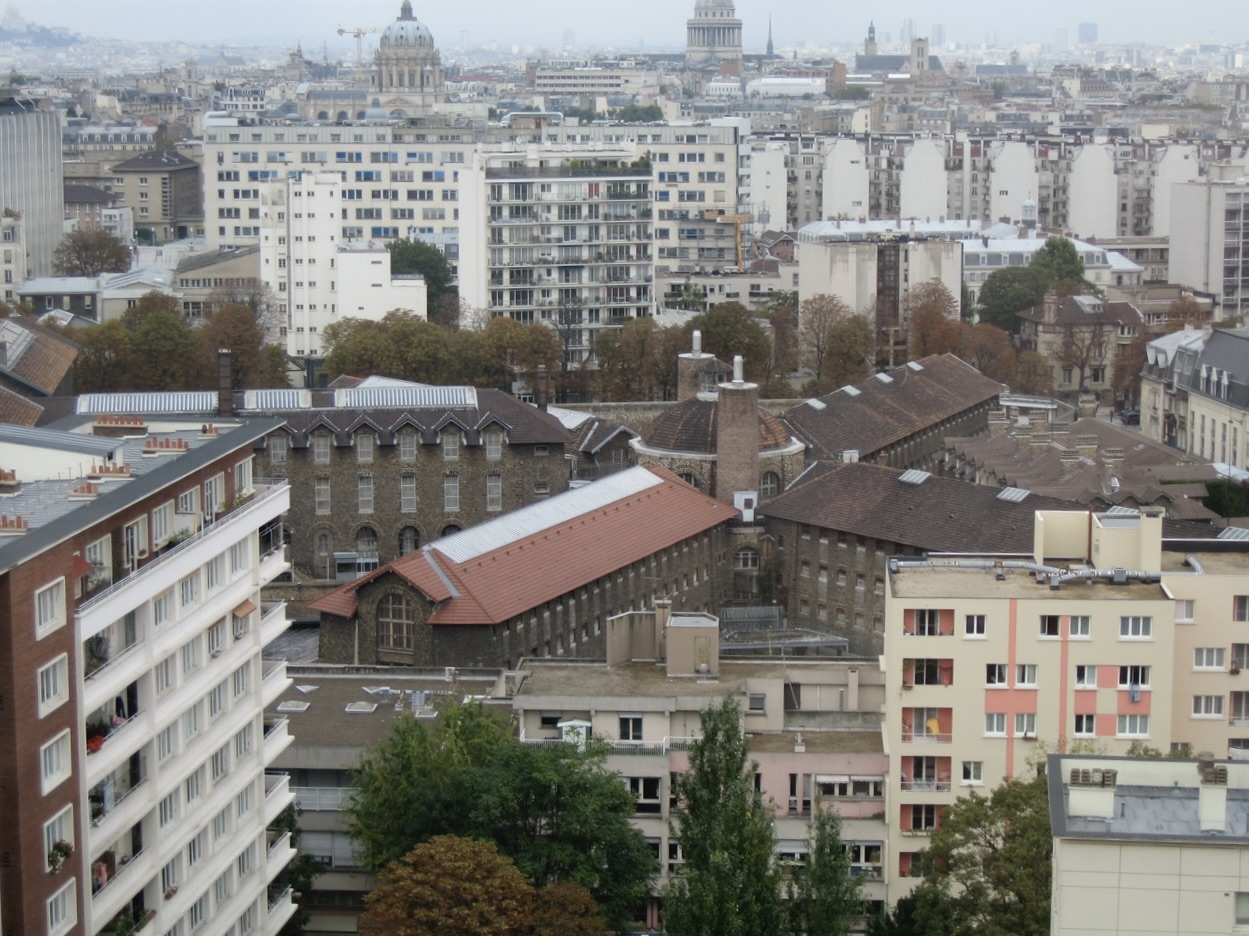
Maurice Papon a été incarcéré à la prison de la Santé, Paris.

Maurice Papon est inculpé le 19 janvier 1983 de crimes contre l'humanité. En France, les crimes contre l'humanité sont imprescriptibles depuis 1964 en référence à la charte du Tribunal International de Nuremberg. Avant le procès de Maurice Papon, ceux de Paul Touvier et Klaus Barbie avaient été concernés par l'imprescriptibilité. Ce n'est que le 8 octobre 1997 que débute le procès, après 17 années de batailles juridiques. Il avait été renvoyé, le 18 septembre 1996, devant la cour d'assises de la Gironde par la chambre d'accusation de la cour d'appel de Bordeaux. Parmi les plaignants, on compte 34 membres de la famille de Juifs déportés et 14 associations, qui se sont constituées parties civiles. Papon est accusé d'avoir fait déporter, entre juillet 1942 et mai 1944, près de 1 600 Juifs de Bordeaux vers Drancy. Le renvoi devant les assises de la Gironde ne concerne que 72 victimes déportées entre 1942 et 1944 et parentes des plaignants. Maurice Papon est défendu par les avocats Jean-Marc Varaut et Francis Vuillemin. Bernard Vaugon lui apporte son soutien, ainsi que Michel Bergès.

#### Dimension politique: le rôle de l'État de 1940 à 1944
Le procès Papon a été porteur de significations différentes pour les Français. Pour certains, il représentait une dernière chance de confrontation du peuple français avec son passé de collaborateur et du maintien des structures étatiques pendant cette période. Pour d'autres il symbolisait le ravivement inutile de blessures anciennes et de facteurs de divisions. Il est en fait porteur d'un enjeu politique, idéologique et historique plus profond qui porte sur la période de l'occupation en France.
Une partie de la classe politique française admettait difficilement cet état de fait, et ce, au nom de la concorde républicaine d'après guerre instituée par le Général de Gaulle ayant voulu éviter une guerre civile et exclure la responsabilité de l'État dans les actes perpétrés par le régime de Vichy qui était considéré distinctement du régime de la République et vu comme un accident de l'histoire. C'est la raison de l'institution de l'ordonnance du 9 août 1944, rétablissant la République et marquant la nullité du régime de Vichy et dégageant la précédente de toute responsabilité des actes commis de juin 1940 à août 1944. Cette politique fut maintenue par l'ensemble des responsables politiques français et successeurs de Charles de Gaulle, Georges Pompidou puis Valéry Giscard d’Estaing.
Dans les années 1990, le président de la République François Mitterrand avait manifesté à de nombreuses reprises son refus d'une remise en cause de cette dernière. En 1992, malgré la demande pressante d'une partie de l'opinion publique et l'action de comités comme le Comité Vel d'Hiv 42, il indiquait aux personnes souhaitant la reconnaissance par l'État Français des actes et crimes commis par le régime de Vichy : « Ne demandez pas de comptes à la République, elle a fait ce qu'elle devait ». En 1994, il avait déclaré à nouveau, le 16 juillet lors de la commémoration de la Rafle du Vélodrome d'Hiver de 1942 : « Je ne ferai pas d'excuses au nom de la France... La république n'a rien à voir avec ça. J'estime que la France n'est pas responsable. Pas la République, pas la France ! ».

#### Apport des historiens
Néanmoins les travaux des historiens remettent peu à peu en cause la version officielle des autorités politiques françaises en cours depuis 1944 d'une France globalement résistante depuis 1940 et victorieuse en 1944.
La vérité historique qui émerge, grâce notamment aux travaux de l'historien américain Robert Paxton et son ouvrage La France de Vichy, 1940-1944 publié en 1973, est celle des autorités du régime de Vichy s'engageant activement à partir d'octobre 1940 dans une politique de collaboration avec les autorités allemandes à la suite de l'entrevue du 24 octobre 1940 à Montoire entre le maréchal Pétain et Adolf Hitler pour s'inscrire dans le nouvel ensemble géopolitique dirigé par l'Allemagne hitlérienne. L'action du régime de Vichy, qui apparaît dès lors clairement comme la continuité historique de l'histoire nationale française, se manifeste doublement : d'une part, sous la forme d'une collaboration économique et politique, le régime français encourageant les entreprises françaises à travailler pour le Reich Allemand et d'autre part, en instituant une réglementation volontairement discriminatoire, et ce, sans pression du régime hitlérien et à l'initiative seule du régime vichyste, à l'égard des Juifs étrangers et français et ce dès début octobre 1940 (le premier statut des Juifs est signé le 3 octobre 1940).
La responsabilité des autorités françaises en poste se fait alors à jour, non pas uniquement sous l'angle déresponsabilisant et défendu jusqu'à alors, d'une vision exclusivement vue sous la contrainte et d'un joug de l'occupant allemand, mais bien celui d'un rôle actif de ces dernières, l'encadrement juridique antisémite instauré par le régime de Vichy ayant rendu possible et facilite la déportation en France de 76 000 Juifs,.
La reconnaissance par le pouvoir politique, qui marque une évolution par rapport à la doctrine gaullienne défendue par les autorités françaises, de la responsabilité de l'État est définitivement admise et officialisée par le président Jacques Chirac élu en mai 1995, lors du discours de la rafle du Vélodrome d'Hiver 16 juillet 1995 : « La France est comptable de l’État français de Vichy comme de tous les autres et ce sont des Français qui ont réalisé la livraison des juifs ».  

#### Dimension législative
Le principe d'une participation de l'État et de son administration établi, le procès Papon pose une autre question, déjà rencontrée au cours des différents procès tenus en Allemagne après la guerre, des décideurs et exécutants de la Solution Finale menée par le troisième Reich.
Une des questions principales du procès était de déterminer dans quelle mesure un individu doit être tenu pour responsable lorsqu'il est un maillon dans une chaîne de responsabilités sachant que d'après l'article 6 C du statut du Tribunal de Nuremberg :

« Les Crimes contre l'humanité : c'est-à-dire l'assassinat, l'extermination, la réduction en esclavage, la déportation, et tout autre acte inhumain commis contre toutes populations civiles, avant ou après la guerre, ou bien les persécutions, pour des motifs politiques, raciaux ou religieux lorsque ces actes ou persécutions, qu'ils aient constitué ou non une violation du droit interne du pays où ils ont été perpétrés, ont été commis à la suite de tout crime rentrant dans la compétence du Tribunal, ou en liaison avec ce crime. Les dirigeants, organisateurs, provocateurs ou complices qui ont pris part à l'élaboration ou à l'exécution d'un plan concerté ou d'un complot pour commettre l'un quelconque des crimes ci-dessus définis sont responsables de tous les actes accomplis par toutes personnes, en exécution de ce plan. »

et d'après l'article 8 :

« Le fait que l'accusé a agi conformément aux instructions de son gouvernement ou d'un supérieur hiérarchique ne le dégagera pas de sa responsabilité, mais pourra être considéré comme un motif de la diminution de la peine, si le Tribunal décide que la justice l'exige. »

#### Déroulement du procès
Prévu pour une durée initiale de deux mois, le procès Papon se déroule sur six mois.
Joë Nordmann, qui a participé au procès de Nuremberg et milité pour la reconnaissance des crimes contre l'humanité en France, est avocat des parties civiles avec Alain Lévy pour la FNDIRP.

Au procès, Maurice Papon répond à Arno Klarsfeld, qui l'interroge sur ses sentiments lors de l'inauguration du Mémorial du martyr juif inconnu à laquelle il a assisté : 

« Je n'ai pas attendu cette inauguration pour rendre hommage au sort funeste et malheureux de la communauté juive. J'ai dépensé tous mes efforts pour sauver de la déportation un maximum de ses membres. J'ai risqué ma vie en radiant 139 juifs de la liste sur laquelle ils étaient couchés. C'est avec déchirement que j'ai assisté à la répression nazie contre les juifs. C'est une infamie que de me prêter une absence de sentiments lors des malheurs qui se sont abattus sur cette communauté. Puisqu'il faut tout dire… À Noël 1943, alors que nous nous apprêtions à fêter Noël en famille… ma femme et moi y avons renoncé. Nous avons littéralement pleuré en parlant du convoi du 23 décembre. Je n'ai jamais cessé de porter dans mon cœur le deuil de mes compatriotes et des étrangers juifs. »

Les témoins de la défense sont Pierre Messmer, Olivier Guichard, Philippe Mestre, Raymond Barre, Jean Bozzi, Jacques Genton, Jean Caille, Michèle Aumont, Laï Kamara, Roger Chaix, Maurice Doublet, Bernard Bergerot, Bernard Vaugon et Jean-François Steiner.
Le résistant Claude Bouchinet-Serreulles, interrogé au sujet de sa connaissance du sort des juifs déportés et sur la connaissance des lois antijuives à Londres, répond : « Nous n'ignorions rien des déportations, mais, évidemment nous ne savions rien de la Solution finale. Nous n'avions aucune information sur les chambres à gaz. Si le général de Gaulle en avait eu connaissance, cela aurait été un grand choc. Il aurait pris la parole à la radio »,.
Maurice Druon, ancien résistant, est entendu et déclare : « Laissez-moi m'étonner que l'on traduise en 1997, devant un jury populaire, quelqu'un qui fut à la fois fonctionnaire de Vichy et résistant, alors qu'un jury populaire constitué par plus de trente-cinq millions de citoyens a élu par deux fois, pour premier magistrat de la République (François Mitterrand) un homme qui avait été décoré de la francisque et de la Médaille de la Résistance, en les ayant méritées toutes les deux. » et ajoute « À qui ce procès, qui se veut historique peut-il profiter historiquement ? À l'Allemagne et à la seule Allemagne », car selon lui une condamnation d'un Français par des Français opérerait un partage de responsabilité et une dilution de la culpabilité.
Les historiens intervenant au procès sont Robert Paxton, Marc-Olivier Baruch (cités par l'accusation), René Rémond (cités par la défense), Jean-Pierre Azéma (cité par le parquet), ainsi que le journaliste d'histoire et auteur à succès Henri Amouroux.
Le 27 janvier 1998, en fin de journée, Arno Klarsfeld publie depuis son hôtel un communiqué révélant que le président de la Cour d'assises Jean-Louis Castagnède est apparenté avec des victimes du convoi du 30 décembre 1943 allant du camp de Mérignac à Drancy : son oncle paternel a épousé Esterina Benaïm, dont les deux sœurs ont fait partie du convoi et sont mortes à Auschwitz. Jean-Louis Castagnède déclare qu'il ignorait ce lien de parenté qui pourrait remettre en cause son impartialité et faire annuler tout le procès. Toutefois, la défense de Maurice Papon ne demande pas sa récusation car le lien de parenté est trop lointain, et ne formule pas auprès de la Cour de cassation de requête en suspicion légitime.
Le procureur général Henri Desclaux requiert une peine de 20 ans de réclusion criminelle. La réclusion criminelle à perpétuité, réclamée par les parties civiles, était encourue.
Certaines parties civiles réclament la peine maximale, ce qui fait l'objet de critiques : Me Pierre Mairat (avocat du MRAP) exprime son « désaccord » avec ses confrères, « qui se substituent au ministère public pour demander une peine », et Arno Klarsfeld considère que la peine maximale ne serait pas équitable. Le 2 avril 1998, Maurice Papon est condamné à une peine de 10 ans de réclusion criminelle, d'interdiction des droits civiques, civils et de famille pour complicité de crimes contre l'humanité par la cour d'assises,.
Seules ont été retenues, pour quatre convois sur huit, des complicités d'arrestation et de séquestration. Maurice Papon est toutefois acquitté pour toutes les charges de « complicité d'assassinat » et de « tentatives de complicité d'assassinat », la cour d'assises ayant estimé qu'il n'était pas prouvé qu'il connaissait l'extermination des Juifs au moment des faits. Les avocats du condamné dénoncent une peine de « compromis ». Il a par ailleurs été condamné au versement de 4,73 millions de francs de remboursement de frais d'avocats et de dommages et intérêts aux différentes parties civiles, ce qui permet à l'Association cultuelle israélite de Gironde d'intenter une procédure pour récupérer les bijoux de Madame Papon.
Le procès qui était prévu pour durer deux mois aura finalement duré six mois. En janvier 2023, les archives du procès sont rendues accessibles avant le délai normal prévu par le code du patrimoine.
Mis en liberté au début de son procès, Maurice Papon s'enfuit en Suisse, avec l'aide d'Hubert de Beaufort en octobre 1999 à la veille de l'examen de son pourvoi en cassation. Ne s'étant pas mis en état (constitué prisonnier avant l'examen de son pourvoi), il est déchu de son pourvoi,. Arrêté au bout de 48 heures dans un hôtel suisse et aussitôt expulsé du territoire en vertu de l'article 70 de la Constitution, Maurice Papon est finalement emprisonné à la prison de Fresnes, puis à celle de la Santé, dont il sort le 18 septembre 2002, après trois années de détention, ses avocats ayant obtenu, après avoir essuyé en décembre 1999, mai 2000 et septembre 2001 trois refus de grâce médicale, ce dernier après que Serge Klarsfeld a fait savoir publiquement son opposition. Il est libéré sur la base d'une expertise médicale concluant à l'incompatibilité de son état de santé avec la détention, à la suite de la « loi Kouchner », nouvellement votée. Maurice Papon rejoint alors sa maison familiale de Gretz-Armainvilliers en Seine-et-Marne.
Cette remise en liberté a été très critiquée. Le rapport médical décrivant Maurice Papon comme « impotent et grabataire » parut démenti spectaculairement quand il quitta, à pied, la prison de la Santé. La libération de Maurice Papon a été rendue possible par la loi « Kouchner » du 4 mars 2002, qui prévoit que les prisonniers peuvent être libérés s'ils souffrent d'une maladie incurable ou si leur incarcération met en danger leur santé. Il est le deuxième Français à bénéficier de cette loi, et 27 octogénaires français sont entrés en prison en 2001. Sa libération a été approuvée par l'ancien garde des Sceaux et ancien président du Conseil constitutionnel, Robert Badinter, qui déclare : « il y a un moment où l'humanité doit prévaloir sur le crime ». Elle avait été aussi demandée par des personnalités comme l'ancienne résistante Germaine Tillion, cofondatrice du Réseau du musée de l'Homme.
Dans un arrêt du 12 avril 2002, le Conseil d'État, en suivant les conclusions du commissaire au gouvernement Boissard, a considéré que les faits pour lesquels Maurice Papon a été condamné résultent d'une faute personnelle, ainsi que d'une faute de service (de l'administration). Il a notamment considéré que l'ordonnance du 9 août 1944 relative au rétablissement de la légalité républicaine sur le territoire continental n'impliquait pas l'irresponsabilité de l'État, et a alors condamné l'État à payer la moitié des dommages que la Cour d'assises de la Gironde avait attribués aux parties civiles,. Maurice Papon tarda à payer sa part des dommages restée à sa charge en espérant que la Cour européenne des droits de l'homme lui donnerait raison sur le fond. Il a dû vendre sa maison de famille de Gretz-Armainvilliers pour payer sa part, grevée de lourds intérêts.
Le 25 juillet 2002, sur requête de Maurice Papon, la Cour européenne des droits de l'homme,, suivant sa jurisprudence antérieure,, a jugé contraire aux principes du procès équitable l'obligation de se constituer prisonnier avant l'examen d'un pourvoi en cassation, qui faisait alors partie du code de procédure pénale. À la suite de cet arrêt, la commission de réexamen des condamnations pénales a ordonné le réexamen du pourvoi en cassation de Maurice Papon, pourvoi qui a été rejeté le 11 juin 2004 par l'assemblée plénière de la Cour de cassation,.
Par un arrêt du 4 juillet 2003, le Conseil d'État a annulé la suspension du versement de la pension de retraite de Papon. La suspension avait été décidée en application d'une disposition concernant la condamnation à une peine afflictive ou infamante alors que cette catégorie de peines ne figure plus dans le nouveau Code pénal. Par un arrêt du même jour, il s'est déclaré incompétent pour examiner la requête visant à obtenir le versement de sa pension d'ancien député, suspendue pour la même raison que sa pension d'ancien préfet.
Maurice Papon a eu de nouveau affaire à la justice en 2004 et 2005, pour avoir arboré illégalement la Légion d'honneur sur une photographie publiée dans le journal Le Point alors que ses décorations lui avaient été retirées à la suite de sa condamnation. Il est condamné le 14 octobre 2004 à 2 500 euros d'amende, et cette condamnation est confirmée en appel le 2 mars 2005.

### Mort
Après sa libération pour raison de santé le 18 septembre 2002, Maurice Papon vend la maison familiale qu'il possède à Gretz-Armainvilliers et s'installe dans un petit pavillon moderne dans la même commune, au 44 de la rue Arthur-Papon (du nom de son père, maire de 1919 à 1937).
Hospitalisé le 8 février 2007 à La Francilienne, clinique de Pontault-Combault en Seine-et-Marne, à la suite de problèmes cardiaques et pour une intervention sur son pacemaker, il y meurt le 17 février 2007, à l'âge de 96 ans, ironie du sort, quelques heures avant le décès de Jean-Louis Castagnède qui a présidé son procès d'octobre 1997 à avril 1998. La mort de Papon suscite peu de réactions spontanées des milieux politiques et associatifs.
Son avocat, Francis Vuillemin, a déclaré que son client serait enterré avec la Légion d'honneur, arguant qu'il souhaite respecter la volonté du défunt de porter pour l'éternité la décoration. Face à la controverse, il déclare : « Le délit de port illégal de décoration ne se conçoit que dans un lieu public. Le cercueil est le lieu le plus privé qui puisse être et un cadavre n'est plus un sujet de droit, il n'y a donc pas d'infraction ». Une grande majorité de la classe politique est opposée à la décoration de Papon.
Finalement, le défunt est enterré avec sa Légion d'honneur, ce que confirme l'avocat en réitérant les déclarations précédentes après l'inhumation. Les autorités avaient décidé de ne pas intervenir à l'image de la déclaration de Michèle Alliot-Marie, ministre de la Défense : « La République a fait ce qu'elle devait faire, il y a eu procès, il y a eu décision de justice, à la suite de la décision de justice, la République a décidé de retirer la croix de commandeur de la Légion d'honneur à Maurice Papon. Il n'est plus commandeur de la Légion d'honneur, c'est tout. Ensuite ouvrir les cercueils, c'est quelque chose qui me déplaît »,.
Juridiquement, le fait de placer la Légion d'honneur sur un cadavre n'est pas condamnable : d'abord parce que seule une personne vivante peut commettre un délit de port illégal de décoration et ensuite parce que le port n'est pas public, puisque masqué par le cercueil. Le fait que le placement de la Légion d'honneur dans le cercueil ait été accepté ne contredit donc pas l'exclusion de l'ordre. Même si juridiquement, il est impossible d'interdire ce port, plusieurs représentants de la classe politique ont indiqué qu'ils voyaient là une provocation.

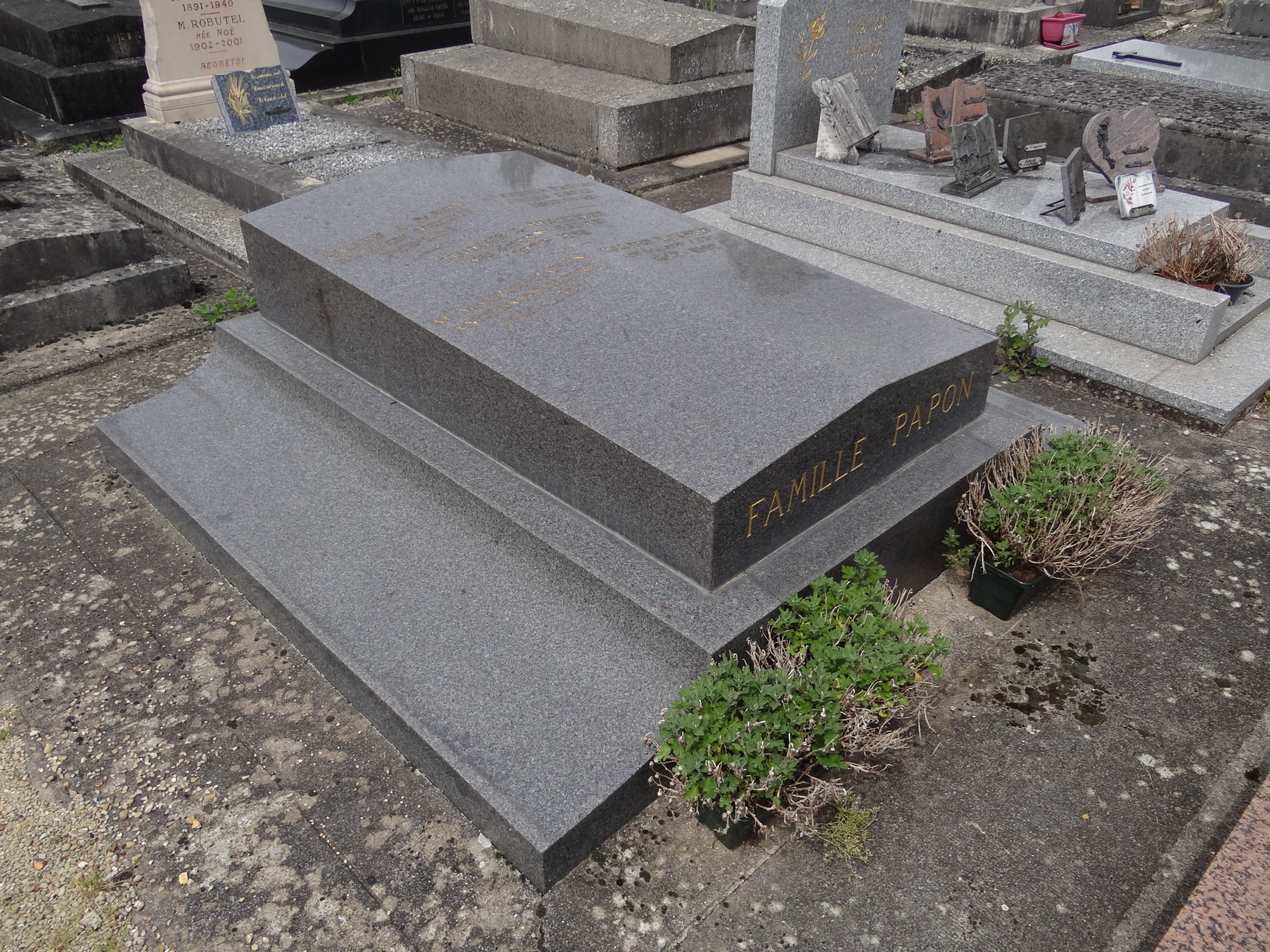
La tombe de Maurice Papon au cimetière de Gretz-Armainvilliers (Seine-et-Marne).

L'enterrement a lieu le 21 février 2007 dans le cimetière de Gretz-Armainvilliers, dans le caveau familial aux côtés de ses parents et de son épouse, Paulette, née Asso, morte en mars 1998 deux jours avant la fin du procès. Maurice Papon n'ayant pas été baptisé, son convoi funéraire est allé directement du funérarium au cimetière. Après un éloge funèbre prononcé par son ami, Robert de La Rochefoucauld, le père Michel Lelong, un prêtre connu pour son dialogue avec l'islam, a prononcé une courte oraison et invité les croyants à réciter une prière. Une quarantaine de personnes, dont notamment Olivier de Sarnez, autant de journalistes et de policiers, ont assisté à cet enterrement, sous haute surveillance pour éviter tout incident.
Maurice Papon et son épouse sont les parents de trois enfants : Aline, épouse de Daniel Vigne (parents de Patricia Vigne), Alain et Muriel, mariée à Alexis Tatischeff.

## Publications
Maurice Papon aimait faire part de ses idées sur de nombreux sujets que sa position l'amenait à étudier, comme le développement économique du Maroc, le secteur privé ou la circulation automobile dans Paris.
- L'ère des responsables : essai sur une méthodologie de synthèse à l'usage des chefs dans la libre entreprise et dans l'État., Éditions La Rapide, Tunis, 1954 (réédition : Fayard, 1960).
- Vers un nouveau Discours de la méthode, Fayard, 1965.
- Le Gaullisme ou la loi de l'effort, Flammarion, 1973.
- Les chevaux du pouvoir. Le préfet de police du général de Gaulle ouvre ses dossiers, 1958-1967, Plon, 1988, [compte rendu en ligne].
- La vérité n'intéressait personne. Entretiens avec Michel Bergès sur un procès contre la mémoire, Éditions François Xavier de Guibert, 1999.

À sa mort, Papon lègue un manuscrit coécrit avec Michel Lelong, ses mémoires intitulés La mort dans l'âme : Mémoires d'un reclus. Ils sont inédits à ce jour malgré une annonce de publication aux éditions Jean Picollec en 2011,,.

## Postérité
Le 28 mars 2024, l’Assemblée nationale vote une résolution demandant la « reconnaissance et la condamnation du massacre (…) commis sous l’autorité du préfet de police de l’époque, Maurice Papon » et « l’inscription d’une journée de commémoration du massacre du 17 octobre 1961 à l’agenda des journées officielles et cérémonies nationales ».

#### Autour de Maurice Papon et de son procès
- Collectif, « Papon : Leçons d'un procès », L'Histoire, no 222, juin 1998, p. 76-86 :
  - François Bédarida, « Fallait-il condamner Maurice Papon ? », p. 76-77.
  - Jean-Pierre Azéma, « Un fonctionnaire comme les autres ? », p. 78-79.
  - Philippe Burrin, « Vichy : quoi de neuf ? », p. 80-81.
  - Olivier Wieviorka, « L'épuration a-t-elle eu lieu ? », p. 81-82.
  - Jean-Noël Jeanneney, « À quoi servent les historiens ? », p. 83-84.
  - Henry Rousso, « Génocide : quelle place dans la mémoire ? », p. 84-86.
- Quotidien Le Monde, « Le procès de Maurice Papon. La chronique de Jean-Michel Dumay », Paris, Fayard, 1998.
- Hubert de Beaufort, Michel Bergès, Affaire Papon. La contre-enquête, Éditions François-Xavier de Guibert, 1999  (ISBN 978-2-86839-564-1).
- Michel Bergès :
  - La vérité n'intéressait personne. Entretiens avec Maurice Papon sur un procès contre la mémoire, Éditions François-Xavier de Guibert, [lire en ligne].
  - Approche qualitative de la tentative d'anéantissement de la communauté juive de Bordeaux (1940-1944). L'engagement du Grand Rabbin Joseph Cohen (1876-19..), 2010, [lire en ligne].
- Gérard Boulanger :
  - Maurice Papon, un technocrate français dans la collaboration, Paris, le Seuil, 1994.
  - Papon, un intrus dans la République, Paris, le Seuil, coll. « L'épreuve des faits », 1997.
  - Plaidoyer pour quelques Juifs obscurs victimes de monsieur Papon, Calmann-Lévy, 2005.
- Jean Bruo, Frédéric de Monicault, L'affaire Papon, Bordeaux 1942-1944, Paris, Tallandier, 1997  (ISBN 2-235-02172-7).
- Éric Conan, Le Procès Papon : un journal d'audience, Paris, Éditions Gallimard, 1998, 324 p. (ISBN 978-2-07-075280-5, présentation en ligne).
- Béatrice Fleury, Jacques Walter, « Le procès Papon. Médias, témoin-expert et contre-expertise historiographique », dans Vingtième Siècle. Revue d'histoire, no 88, 4/2005, p. 63-76 [lire en ligne].
- Georges Gheldman, 16 juillet 1942, Berg International, coll. « Les polisseurs de loupes », 2005. On trouve en annexe la retranscription intégrale du témoignage de Georges Gheldman lors du procès de Maurice Papon.
- Richard J. Golsan :
  - (en) « Memory's bombes à retardement: Maurice Papon, Crimes Against Humanity, and 17 October 1961 », dans Journal of European Studies, no 28, mars 1998, p. 153-172.
  - (en) (dir.), The Papon Affair, New York: Routledge, 2000, 279 p. [compte rendu en ligne].
- Édith Gorren et Jean-Marie Matisson, Le Procès Papon, les Enfants de Pitchipoï, Atlantica, 1998.
- Jean-Marie Matisson, Procès Papon, quand la République juge Vichy, La Lauze, 2020  (ISBN 978-2-35249-063-0).
- Jean-Noël Jeanneney, Le Passé dans le prétoire. L'historien, le juge et le journaliste, Paris, Seuil, coll. « Seuil essais », 1998, 166 p.
- Jean de Maillard, « À quoi sert le procès Papon ? », dans Le Débat, no 101, septembre-octobre 1998.
- Guillaume Mouralis, « Le procès Papon. Justice et temporalité », dans Terrain, no 38, p. 55-68 [lire en ligne].
- Jean-Pierre Peyroulou, « Maurice Papon, administrateur colonial, 1945-1958 », dans Samia El Mechat (dir.), Les Administrations coloniales, XIXe – XXe siècles. Esquisse d'une histoire comparée, Rennes, Presses universitaires de Rennes (PUR), coll. « Histoire », 2009, p. 69-82.
- Bertrand Poirot-Delpech, Papon : un crime de bureau, Stock, 1998, 473 p. (ISBN 2-234-04891-5).
- Jean-Marc Rohrbasser et al., « Autour du thème : doit-on maintenir les vieillards en prison ? », dans Gérontologie et société, no 98, 3/2001, p. 219-237 [lire en ligne].
- Denis Salas, Barbie, Touvier, Papon. Des procès pour la mémoire, Paris, Autrement, coll. « Mémoires », 2002.
- Daniel Schneidermann, L'Étrange procès, Paris, Fayard, 1998, 207 p. (ISBN 2-213-60104-6).
- Michel Slitinsky :
  - L'Affaire Papon, Paris, Alain Moreau, 1983, 207 p., préface de Gilles Perrault, [compte rendu en ligne]. Dans sa préface, Gilles Perrault traite Papon de « franc salaud », ce qui occasionne une seconde édition en 1984 avec le rendu de justice comme préface.
  - Le Pouvoir préfectoral lavaliste à Bordeaux, Éditions Wallada, 1997  (ISBN 978-2-904201-13-4).
  - Procès Papon, le devoir de mémoire, Éditions de l'Aube, 1998  (ISBN 978-2-87678-384-3).
  - Indiscrétions des archives de l'occupation, Éditions Les Chemins de la Mémoire, 2005  (ISBN 978-2-909826-87-5).
- Collectif de lycéens, Michel Slitinsky, L'affaire de tout un siècle, Éditions Le Bord de L'eau, 2000  (ISBN 978-2-911803-24-6).
- Jean-Marc Varaut :
  - Plaidoirie de Jean-Marc Varaut devant la cour d'assises de la Gironde : Au procès de Maurice Papon, fonctionnaire sous l'occupation, Omnibus, 1998  (ISBN 978-2-259-18933-0).
  - Jean-Marc Varaut, Un avocat pour l'Histoire : Mémoires interrompus, 1933-2005, Paris, Flammarion, 2007, 459 p. (ISBN 978-2-08-120057-9). .
- Johanna Sebrien (scénario), Jean-Baptiste B (dessins), Crimes de papier. Retour sur l'affaire Papon, Actes Sud / L’An 2, 2012, 144 p. (bande dessinée), [compte rendu en ligne].
- Jean-Jacques Gandini, Le Procès Papon : histoire d’une ignominie ordinaire au service de l’État, Paris, Éditions Librio, 1999, (OCLC 42933589).
- Riss, Laurent Joly (préface), Le Procès Papon – Un fonctionnaire de Vichy au service de la Shoah, Paris, Les Échappés - Charlie Hebdo, 2017  (ISBN 978-2-35766-137-0).

#### La guerre d'Algérie à Paris et Maurice Papon préfet de police
- Jean-Paul Brunet, Charonne – Lumières sur une tragédie, Paris, Flammarion, 2003, 335 p. (ISBN 978-2-08-068341-0).
- Alain Dewerpe, Charonne, 8 février 1962 : anthropologie historique d'un massacre d'État, Éditions Gallimard, coll. « Folio. Histoire » (no 141), 2006, 897 p. (ISBN 2-07-030770-0, présentation en ligne), [présentation en ligne], [présentation en ligne].
- Jim House et Neil MacMaster (trad. de l'anglais par Christophe Jaquet), Paris 1961 : Les Algériens, la terreur d'État et la mémoire [« Paris 1961 : Algerians, State terror and memory »], Paris, Éditions Tallandier, 2008 (1re éd. 2006), 538 p. (ISBN 978-2-84734-491-2).

### Filmographie
- Maurice Papon, les leçons d'un procès, documentaire de Stéphane Bihan, 2018.
- Maurice Papon, itinéraire d'un homme d'ordre, documentaire d'Emmanuel Hamon et Marc Olivier Baruch, 2010[149].
- Guerre secrète du FLN en France, documentaire de Malek Bensmaïl, 2010.
- Ici on noie les Algériens, documentaire de Yasmina Adi, 2011.
- Nuit noire 17 octobre 1961, téléfilm d'Alain Tasma, 2005.
- Le procès de Maurice Papon, documentaire en trois épisodes, 2025[150].

### Archives
Les archives de Maurice Papon sont, pour partie, conservées aux Archives nationales où elles forment le fonds AJ 99 ; plusieurs documents ont été perdus à la suite de leur mauvaise conservation,,,.
La préfecture de police de Paris conserve, quant à elle, l'ensemble des documents produits par Maurice Papon entre 1958 et 1967.
Par arrêté de la ministre de la Culture, les archives des procès concernant Maurice Papon sont librement communicables depuis mars 2022.